# رومانی
رومانی (به رومانیایی: România) کشوری است در جنوب شرقی اروپا و پایتخت آن بخارست است. رومانی از غرب با مجارستان و صربستان و از شمال شرقی و شرق با مولداوی و اوکراین همسایه است. بلغارستان نیز دیگر همسایه این کشور در جنوب آن است.
رومانی با داشتن مساحت ۲۳۸٬۴۰۰ کیلومتر مربع نهمین کشور اتحادیه اروپا از نظر مساحت با داشتن ۱۹٫۲ میلیون جمعیت هفتمین کشور اتحادیه اروپا از نظر جمعیت است. پایتخت و بزرگ‌ترین شهر آن بخارست ششمین شهر بزرگ اتحادیه اروپا است. رومانی در ۲۹ مارس ۲۰۰۴ به ناتو، و در ۱ ژانویه ۲۰۰۷ به اتحادیه اروپا پیوست.
زبان رسمی این کشور زبان رومانیایی و واحد پول آن لئوی رومانی است. بیشتر مردم رومانی مسیحی هستند که حدود ۸۷ درصد از شاخه ارتدکس تعلق دارند.
مردم رومانی از آمیزش قوم بومی داس‌ها (قومی هندواروپایی) و رومی‌ها پدید آمده و زبان رومانیایی از ریشه لاتین و هم‌خانواده با زبان ایتالیایی است.
کشور رومانی در سال ۱۹۴۴ به اشغال ارتش سرخ شوروی درآمد و تا سال ۱۹۵۸ ادامه یافت. در این مدت شوروی با مداخله در امور رومانی موفق شد زمینه‌های شکل‌گیری و تسلط دولت کمونیستی را بر رومانی فراهم آورد. از این پس به مدت چهل سال و اندی از ۱۹۴۵ تا ۱۹۸۹ دولت کمونیستی بر رومانی فرمان راند.
در سال ۱۹۸۹، نیکلای چائوشسکو، دیکتاتور کمونیست کشور در پی شورش مردم رومانی سرنگون و نظام این کشور به یک نظام چندحزبی مبدل شد.
با کنار رفتن پرده آهنین، دوره‌گذار رومانی به سوی دموکراسی و اقتصاد بازار سرمایه‌داری آغاز شد. پس از یک دهه مشکلات اقتصادی بعد از انقلاب و کاهش استانداردهای زندگی، انجام اصلاحات گسترده، بهبود اقتصادی را به دنبال داشت. در سال ۲۰۱۰، رومانی یک کشور با درآمد متوسط رو به بالا با شاخص توسعه انسانی بالا بود.

## تاریخ
در سال ۵۱۳ پ. م داریوش بزرگ طی لشکرکشی‌اش برضد سکاها، در جنوب رود دانوب، کنفدراسیون ایلی گوت‌ها را شکست داد. (هرودوت فصل چهار ۹۳). بیش از پانصد سال بعد گوت‌ها به‌دست تراژان امپراتور روم شکست خوردند و هسته اصلی پادشاهی ایشان به عنوان استان رومی داسیه نامیده شد. 
سرزمینی که امروزه به نام «رومانی» شناخته می‌شود ابتدا داسیه نامیده می‌شد. بیشتر ساکنان آن از منطقه ترکیه در یونان بودند که یونانی‌ها آن‌ها را بنام گتای می‌شناختند. بین سال‌های ۱۰۱ تا ۱۰۶ میلادی سرزمین داسیه توسط تراژان، امپراتور روم، فتح و تبدیل به یکی از استان‌های این امپراتوری شد. در سال ۲۷۰ میلادی امپراتوری روم نیروهای خود را از داسیه عقب کشید. اما شماری از رومی‌ها ترجیح دادند در این منطقه بمانند. از این‌رو تحت نفوذ رومی‌ها مردم داسیه زبان لاتین را انتخاب کردند. در طی هزار سال پس از آن این منطقه مورد هجوم هون‌ها، اسلاوها و بلغارها قرار گرفت. اسلاوها در سده چهارم، مسیحیت را به این منطقه آوردند و با سکونت در رومانی و مبادرت به ازدواج با ساکنان داسیه موازنه نژادی پیشین در داسیه را دگرگون کردند. به تدریج اسلاوها تبدیل به یک گروه نژادی قوی شده و به ولاچ‌ها معروف شدند. در سده نهم میلادی بلغارها ساختار خاوری مذهب ارتدکس را در این منطقه رواج دادند.
در سال ۱۰۰۳ میلادی ایشتوان یکم، پادشاه مجارستان سلطه خود را بر اغلب بخش‌های ترانسیلوانی (مناطق مرکزی و شمال غرب فعلی رومانی) اعمال کرد و در سده سیزدهم مجارستان ساکسون‌ها و قبائلی از آلمانی‌ها را به این منطقه انتقال داد تا نفوذ و تسلط خود بر آن را استوار نماید. در اواسط سده سیزدهم تحت فشار مجارها شمار زیادی از ولاچ‌ها ساکن ترانسیلوانی به مناطق جنوبی و خاوری کوه‌های کارپات مهاجرت کرده و در آنجا استان والاچیا و سپس استان مولداویا را ایجاد کردند که توسط شاهان محلی و تحت نفوذ مجارستان و بعضاً لهستان اداره می‌شدند.

### حملات عثمانی
در سده پانزدهم امپراتوری عثمانی تهاجم خود به منطقه والاچیا را آغاز کرده و این ناحیه را به تصرف خود درآورد اما این مسئله تا سال ۱۵۲۶ که عثمانی مجارستان را شکست داد غیرمستقیم بوده و تغییری در دین، سرزمین و مدیریت منطقه ایجاد نکرد. در اواخر سده شانزدهم یکی از فرمانروایان محلی والاچیا به نام میخائیل شجاع علیه عثمانی قیام کرده و توانست برای مدتی کوتاه والاچیا، مولداویا و ترانسیلوانیا را متحد نماید. اگر چه این دوران طولانی نبود و با مرگ میخائیل در سال ۱۶۰۱ مجدداً امپراتوری عثمانی بر والاچیا، مولداویا و مجارها بر ترانسیلوانیا مسلط شدند اما این حرکت سبب شد زمینه تحرکات بعدی برای متحد کردن بخش‌های گوناگون سرزمین رومانی ایجاد شود.
تاریخ منطقه ملداویای رومانی نیز شبیه والاچیا است. امپراتوری عثمانی پس از تسلط بر والاچیا، مولداویا را هم تحت تصرف خود درآورد اما قبل از آن این منطقه تحت نفوذ مجارها و لهستانی‌ها بود. اشتفان بزرگ، یکی از حکام محلی مولداویا، در سال‌های ۱۴۵۷ تا ۱۵۰۴ مبارزات سختی را علیه عثمانی انجام داده و همراه با میخائیل به عنوان قهرمانان ملی رومانی در تاریخ این کشور معروف شدند. از ابتدای سده هجدهم نفوذ عثمانی در منطقه رو به کاهش نهاد و کاترین دوم، ملکه روسیه، مسکو را حامی تمامی ارتودکس‌های تحت نفوذ عثمانی اعلام و والاچیا و مولداویا را تحت نفوذ خود درآورد.
در پی جنگ‌های متعدد روسیه و عثمانی، مسکو امتیازاتی را در خصوص رومانی از ترک‌ها گرفت. طی قرارداد بخارست (۱۸۱۲) روسیه منطقه باسارابی را به خاک خود ملحق ساخت و در قرارداد آدریانوپل (۱۸۲۹) نیز والاچیا و مولداویا تحت‌الحمایه روسیه قرار گرفت. از اوایل سده نوزدهم جنبش‌هایی در مولداویا و والاچیا صورت گرفت که مرتباً توسط روسیه و عثمانی سرکوب می‌شد و نهایتاً در قرارداد پاریس (۱۸۵۶) که در پایان جنگ‌های کریمه میان روسیه و عثمانی به امضا رسید، خراجگزاری مولداویا و والاچیا به عثمانی مورد تأکید قرار گرفت و روسیه هم بسارابی جنوبی را به مولداویا بازگرداند. در سال ۱۸۵۷ شوراهای حاکمیت والاچیا و مولداویا رای به اتحاد این دو منطقه دادند که زمینه را برای وحدت آن‌ها با ترانسیلوانی فراهم کرد. در سال ۱۸۷۸ و در پی جنگ روسیه و عثمانی کنترل ۵۰۰ ساله عثمانی بر والاچیا و مولداویا خاتمه یافت و در همان سال طی کنفرانس برلین استقلال رومانی به رسمیت شناخته شد، بسارابی جنوبی به روسیه اعطا شد و در عوض منطقه دوبرویای شمالی از بلغارستان گرفته شد و به خاک رومانی ملحق گردید. در سال‌های ۱۹۱۲ و ۱۹۱۳ دو جنگ در بالکان درگرفت که رومانی با ورود به جنگ دوم بالکان منطقه دوبرویای جنوبی را هم از بلغارستان گرفته و بخاک خود افزود. در ابتدای جنگ جهانی اول رومانی اعلام بی‌طرفی کرد اما در ماه اوت سال ۱۹۱۶ به متفقین پیوست و پس از پایان جنگ ترانسیلوانی، بخشی از بنات و مارامورش را از مجارستان، بوکووینا را از اتریش-مجارستان و بسارابیا را از روسیه به‌دست‌آورد. از این رو عملاً در پایان جنگ سرزمین و جمعیت رومانی دو برابر شد. در طی دهه ۱۹۲۰ رومانی از رشد اقتصادی خوبی برخوردار بود و در این دوران رژیم پارلمانی در این کشور استقرار یافت اما اختلافات نژادی ناشی از نارضایتی مردم سرزمین‌هایی که به رومانی ملحق شده بودند، بی‌ثباتی سیاسی را در این کشور رقم زد.
بعد از سال ۱۹۲۹ رومانی از پیامدهای بحران اقتصادی جهانی آسیب دید و بیکاری و فقر موجب شکل‌گیری و رشد سازمان‌های فاشیستی شد که عمده‌ترین آن‌ها سازمان گارد آهنین بود. در سال ۱۹۳۰ کارول دوم به قدرت رسید و رومانی به تدریج تحت نفوذ آلمان نازی درآمد. در سال ۱۹۳۹ در پی تحولات سیاسی اروپا، رومانی ترانسیلوانیای شمالی را به مجارستان، بسارابیا و بوکوونیای شمالی را به شوروی و دوبرویای جنوبی را نیز به بلغارستان داد تا در مجموع ۳۳ درصد از مساحت و جمعیت خود را از دست بدهد. در جریان جنگ جهانی دوم رومانی به عنوان متحد آلمان علیه شوروی وارد جنگ شد. قوای این کشور بسارابیا و بوکووینا را تصرف کرده و تا جنوب اوکراین پیش رفتند اما در نبرد استالینگراد در سال‌های ۱۹۴۲ و ۱۹۴۳ شکست خوردند که به دنبال آن نیروهای ارتش سرخ در سال ۱۹۴۴ وارد رومانی شده و این کشور را مجبور به تسلیم و اعلام جنگ به آلمان کردند. از آن پس تا زمان به قدرت رسیدن نیکلای چائوشسکو، تحت فشار شوروی، چپگراها همواره در رومانی بر سر قدرت بودند با روی کارآمدن چائوشسکو و تبعید میهای، پادشاه رومانی، نفوذ روسیه نهادینه شد.

## جغرافیا

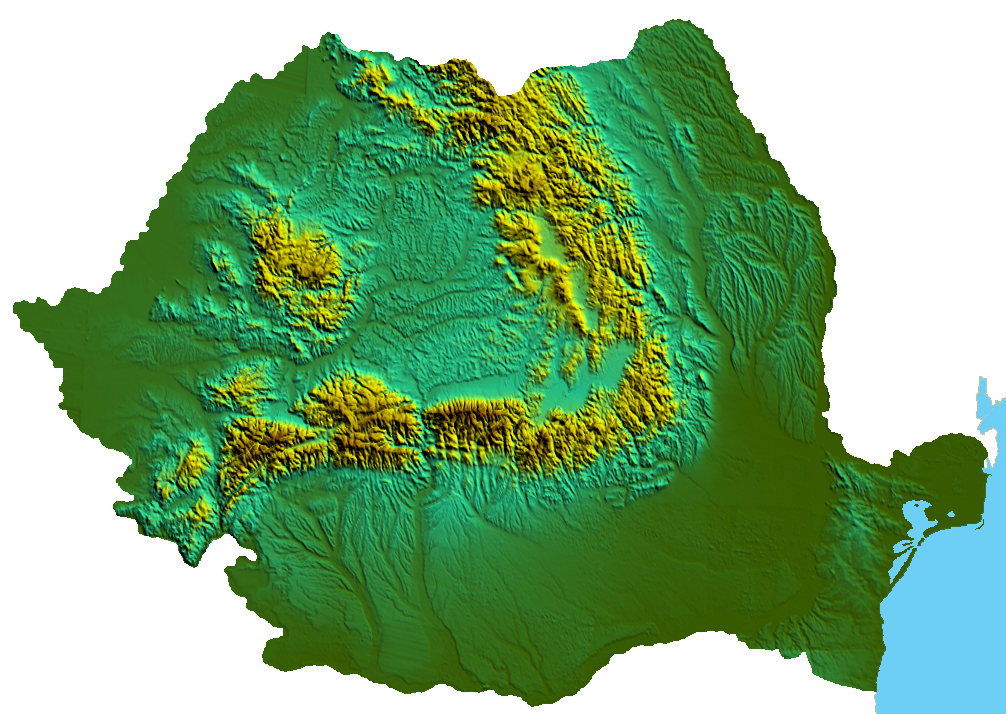
توپوگرافی رومانی.

مساحت رومانی ۲۳۸٫۳۹۱ کیلومتر مربع و مجموع مرزهای زمینی آن ۳۱۴۹٬۹ کیلومتر است.
کوه‌های کارپات، رومانی را به سه منطقه تقسیم می‌کنند: در شمال غربی ترانسیلوانی، در جنوب والاچیا، و در خاور مولدووا. در امتداد ساحل، در خاور دانوب، دوبروجا واقع شده است. جنوب رومانی عمدتاً از دو دشت اصلی «کامپا رومانا» (دشت رومانی)، و دشت دانوب سفلی تشکیل شده است. در میانه کشور یعنی در ترانسیلوانی زمین‌های مرتفعی به حالت فلات قرار دارند.
زمین‌های منتهی‌الیه باختر رومانی نیز به صورت دشت است که در زبان رومانیایی به آن دشت غربی (câmpia de vest) می‌گویند.
در شمال دوبروجا دلتای رود دانوب واقع شده که بزرگ‌ترین دلتای اروپا است و پرندگان و ماهیان زیادی در آن زندگی می‌کنند. بزرگ‌ترین رودخانه رومانی دانوب است که عمدتاً در مرز این کشور با بلغارستان جریان دارد. شهرهای بندرگاهی مهم رومانی چون گالاتی، برایلا، و تولسئا نیز در کناره رود دانوب واقع شده‌اند. رودهای دیگر کشور که اهمیت بازرگانی چندانی ندارند عبارتند از مورش، سومش، اولت، سیرت، و پروت.
بلندترین نقطه کوهستان کارپات، مولدووئانو با ۲۵۵۴ متر ارتفاع است.

## سیاست

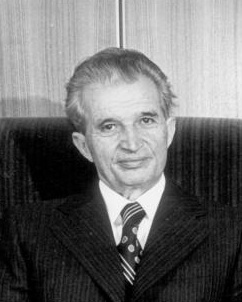
نیکلای چائوشسکو، رهبر خودکامه رومانی از سال ۱۹۶۵ تا ۱۹۸۹

این کشور در زمره کشورهای بلوک خاور سابق قرار داشت و دوران حکومت کمونیستی به رهبری نیکلای چائوشسکو در این کشور حدود سی سال به طول انجامید.
دوران حکومت چائوشسکو در رومانی با سرکوب و روش‌های خشن گره خورده بود و گفته می‌شود رومانی در آن هنگام سرسخت‌ترین حکومت استالینی در بلوک شوروی را دارا بود. این دوران آمیخته با سیاست‌های شخصیت‌پرستانه، ملی‌گرایی، و دشمنی با کشورهای خارجی بود که نه تنها قدرت‌های غربی که شوروی را نیز در بر می‌گرفت.
در سال ۱۹۴۸ سازمان امنیت کمونیستی رومانی موسوم به «سکوریتاته» تأسیس شد این سازمان مسئولیت سرکوبی مخالفان نظام کمونیستی و عوامل آن را داشت.
دولت او سرانجام در سال ۱۹۸۹ در پی انقلاب رومانی سقوط کرد و چائوشسکو و همسرش پس از محاکمه‌ای شتاب‌زده و کوتاه، که به گونه مستقیم از تلویزیون نیز پخش می‌شد، به اعدام محکوم شدند و در برابر جوخه آتش قرار گرفتند. کشتن آن‌ها واپسین اعدام در رومانی پیش از ملغی شدن قانون اعدام در ۷ ژانویه ۱۹۹۰ بود.
سرانجام در دسامبر سال ۱۹۸۹ حکومت کمونیستی سرنگون شد و جمهوری سوسیالیستی رومانی جای خود را به جمهوری رومانی داد که به گروه کشورهای آزاد پیوسته بود. در دهه ۹۰ و در پی تحولات به وجود آمده اقتصاد رومانی شرایط بسیار سختی را گذراند و گرانی و تورم بیش از پیش بر مردم فشار آورد.
در سال ۲۰۰۷ رومانی رسماً عضو اتحادیه اروپا شد. دولتمردان رومانی معتقدند عضویت در اتحادیه اروپا هر چند در کوتاه مدت باعث فشار آمدن به مردم و مخصوصاً قشر کم درآمد خواهد شد اما در دراز مدت منافع فراوانی برای رومانیایی‌ها در پی خواهد داشت.
اتحادیه اروپا در سال ۲۰۰۶، طی گزارشی رومانی و بلغارستان را به عنوان فاسدترین کشورهای این اتحادیه از نظر فساد اداری معرفی کرد.
رئیس‌جمهور کنونی رومانی کلاوس ورنر یوهانیس ((به انگلیسی: Klaus Werner Iohannis) و مارسل چیولاکو - Marcel ciolacu نخست‌وزیراست.
ششم ژوئیه ۲۰۱۲ و در پی اختلاف نظر بین دولت چپگرا و رئیس‌جمهوری، پارلمان با رای بیشتر احزاب چپ، ترایان باسِسکو را از مقام خود تعلیق کرد و خواستار یک همه‌پرسی برای استیضاح او شد. این در حالی است که ۳ ماه پیش، حمایت آقای باسسکو از سیاست‌های ریاضت اقتصادی موجب سقوط دولت راستگرایش و تشکیل دولت ائتلافیِ سوسیالیست‌ها و لیبرال‌ها شده بود.

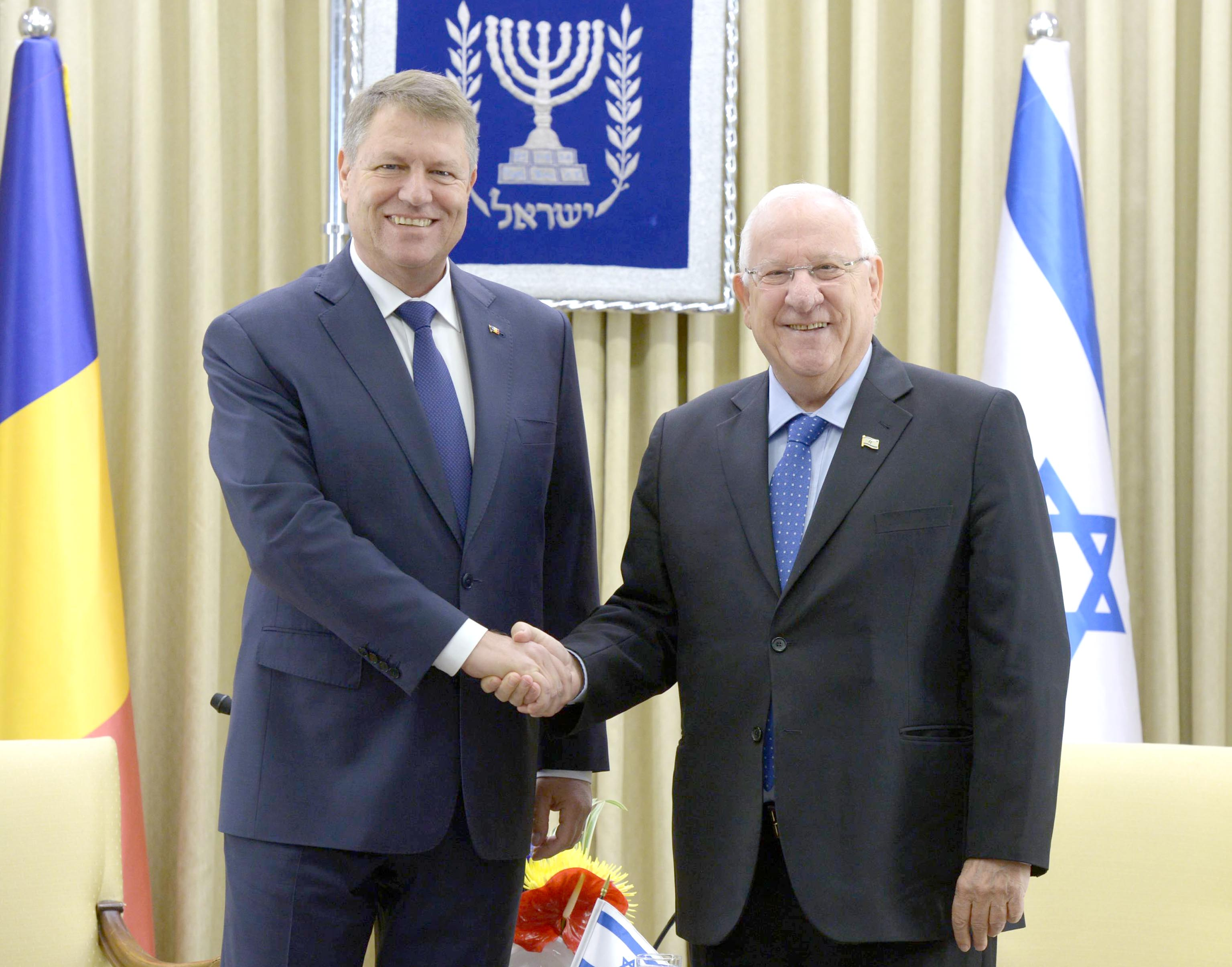
کلاوس یوهانیس رئیس‌جمهور رومانی و رووین ریولین دهمین رئیس‌جمهور اسرائیل

یک هفته بعد، ویکتور پُونتا از حزب چپِ میانه به عنوان نخست‌وزیر رومانی قسم خورد؛ و از آن زمان، نبرد میان رئیس‌جمهور و نخست‌وزیر آشکارا شدت گرفت؛ ویکتور پونتا، توسط اطرافیان و هوادارانش، بارها، رئیس‌جمهوری را به سوءاستفاده از قدرت، تخطی از حوزه اختیاراتش و دخالت در امور دولت متهم کرد. افزایش فقر و بیکاری و طرح پیشنهادی ریاضت اقتصادی خشم مردم را برانگیخت، از محبوبیت باسسکو کاست و اعضای اتحادیه اروپا را به توان باسسکو در حفظ آرامش در رومانی بدبین کرد. اما تریان باسسکو تمام اتهامات را رد کرد. در پی این اتهامات در رومانی یک همه‌پرسی برای برکناری رئیس‌جمهوری برگزار شد اما به دلیل عدم مشارکت کافی مردم، به حد نصاب قانونی نرسید و بی‌اعتبار اعلام شد و باسسکو در سمت خود ابقاء شد.

## اقتصاد

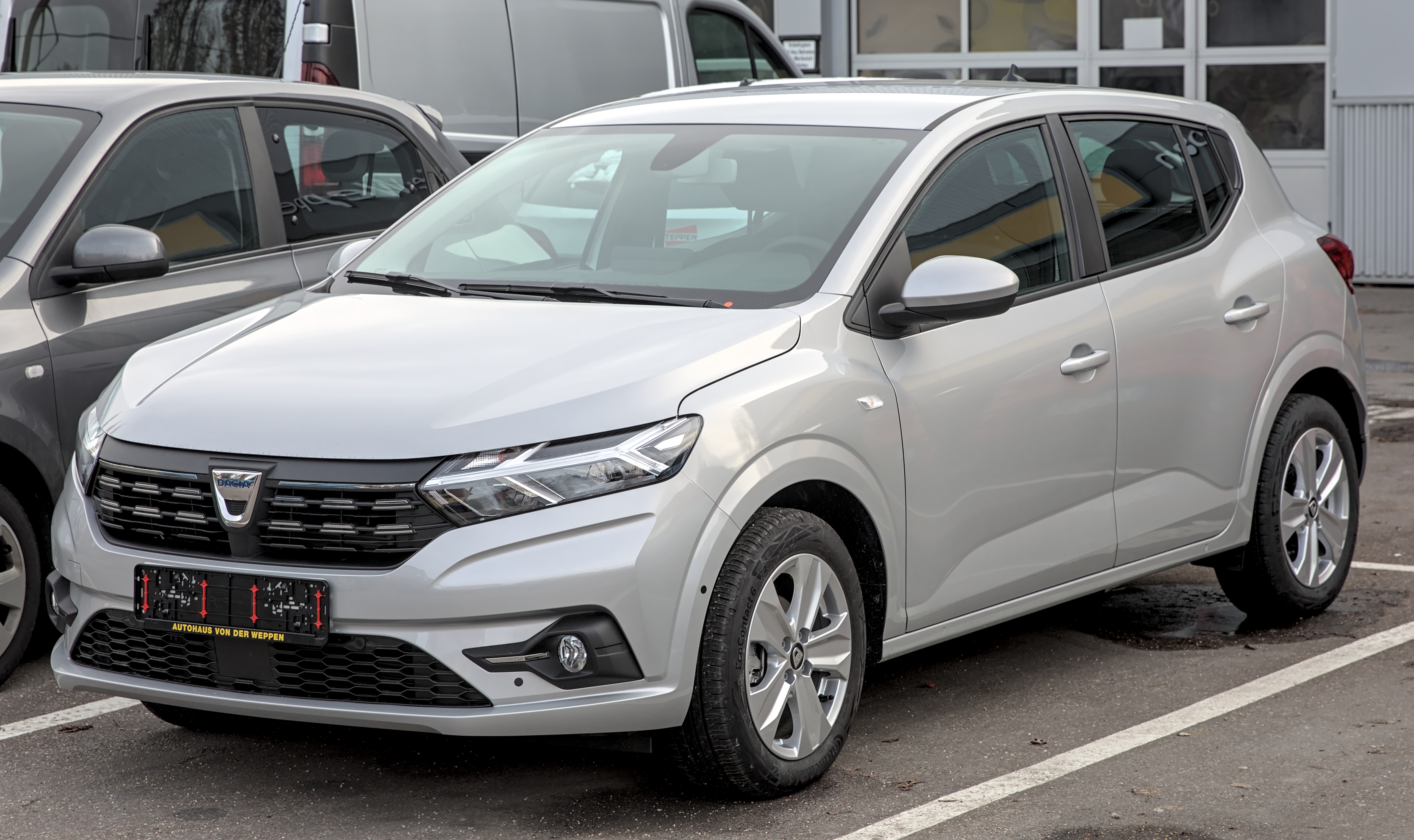
داچیا ساندرو خودروی داخلی کشور رومانی

دولت رومانی در دهه ۱۹۷۰ برای ساخت یک پایگاه صنعتی بزرگ و اختصاصی، مبلغ هنگفتی از غرب قرض گرفت.
چائوشسکو در دهه ۷۰ اعلام داشت که بدهی ۱۱ میلیارد دلاری کشورش را ظرف همان دهه پرداخت خواهد کرد. در پی عاقب اتخاذ این سیاست، ریاضت اقتصادی اعمال کرد امری که از یک سو موجبات پرداخت بدهی خارجی شد و از سوی دیگر به کاهش شدید سطح زندگی منجر گردید. مخالفت رومانی با اصلاحات انجام شد.
از زمانی که رژیم چائوشسکو در سال ۱۹۸۹ سقوط کرد، دولت‌های موفق در پی این بودند که نظام اقتصادی بازارهایشان را به سبک غربی بنا کنند. سرعت بازسازی آهسته بود اما با نزدیکی سال ۱۹۹۴ بنیاد قانونی برای نظام اقتصادی بازار بسیار مناسب بود.
شرکت اکسون موبیل آمریکا و اوام‌وی پتروم اتریش سال ۹۰ خورشیدی اعلام کرده بودند که پس از حفاری در بلوک نپتون واقع در ۱۷۰ کیلومتری سواحل رومانی و در عمق حدود یکهزار متری، یک ذخیره گازی که شاید بتوان آن را بزرگ‌ترین یافته گازی‌شان در دریای سیاه نامید، کشف کرده‌اند. پیش‌بینی می‌شود برآوردها دربارهٔ وجود ۶۰۰ تریلیون مترمکعب گاز فراساحلی در رومانی و اکتشاف‌های جدید گاز در این کشور، رومانی تا سال ۲۰۲۰ به یک صادرکننده خالص گاز تبدیل شود.

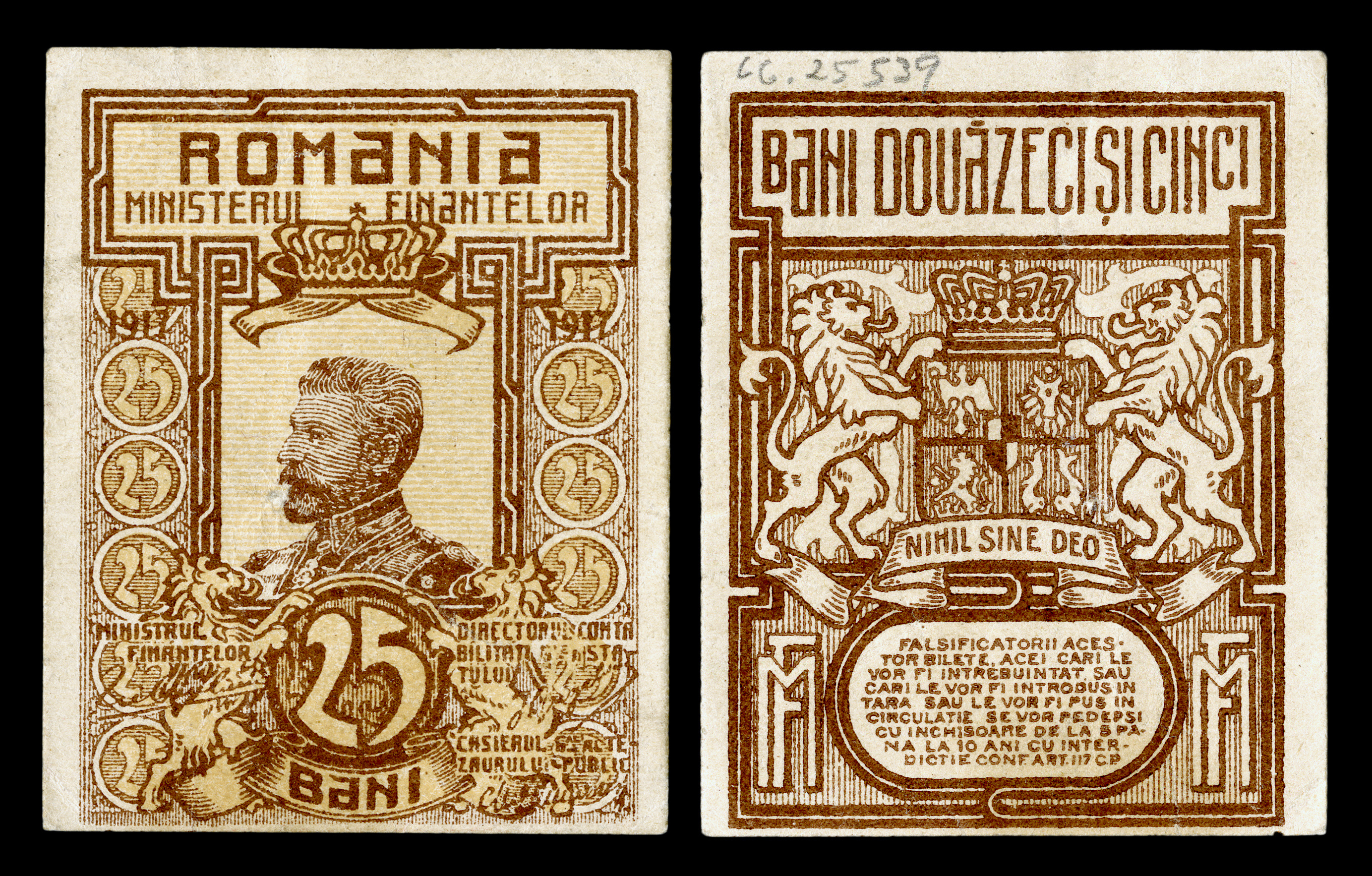
۲۵ بانی - (۳۹ × ۵۱ mm) پول خرد کشور رومانی معروف به سکه‌های کاغذی، موسوم به بانی چاپ شده در سال ۱۹۱۷ میلادی - چهره فردیناند اول رومانی پادشاه این کشور بر روی پول‌های خرد است. هر لئوی رومانی برابر ۱۰۰ بانی است.

## مردم
| دین در رومانی  | دین در رومانی  | دین در رومانی | دین در رومانی | دین در رومانی |
| -------------- | -------------- | ------------- | ------------- | ------------- |
| دین            | دین            |               | درصد          | درصد          |
| ارتدکس         | ارتدکس         |               | ۸۶٫۷٪         | ۸۶٫۷٪         |
| پروتستانتیسم   | پروتستانتیسم   |               | ۵٫۲٪          | ۵٫۲٪          |
| کاتولیک رومی   | کاتولیک رومی   |               | ۴٫۷٪          | ۴٫۷٪          |
| کاتولیک یونانی | کاتولیک یونانی |               | ۰٫۹٪          | ۰٫۹٪          |
| اسلام          | اسلام          |               | ۰٫۳٪          | ۰٫۳٪          |

برپایه برآوردهای آماری سال ۲۰۲۰ میلادی، جمعیت رومانی ۱۹٬۲۵۰٬۰۰۰ نفر بوده است. این کشور مانند دیگر کشورهای منطقه رشد منفی زادوولد دارد و انتظار می‌رود طی سال‌های آینده جمعیت آن کاهش پیدا کند. در اکتبر ۲۰۱۱ رومانیایی‌تباران ۸۸٫۶ درصد از جمعیت، و مجارها ۶٫۵ درصد و مردم روما (کولیان) ۳٫۲ درصد آن را تشکیل می‌دادند.
رومانی یک کشور سکولار است و مذهب رسمی دولتی ندارد، اما بیشتر جمعیت آن مسیحی هستند. در سرشماری سال ۲۰۰۲ میلادی ۸۶٫۷ درصد از مردم رومانی خود را مسیحی ارتدکس معرفی کردند. بیشتر ارتدکس‌های این کشور به کلیسای ارتدکس رومانی تعلق دارند.
در شهرستان یاش گروهی از مردم یاسی زندگی می‌کنند که دارای‌تبار ایرانی هستند.

## روابط با ایران

### پیش از انقلاب
تا پیش از انقلاب ۱۳۵۷ ایران، جمهوری سوسیالیستی رومانی رابطه گرمی با ایران داشت و دو کشور همکاری نزدیکی در زمینه انرژی و صنایع سنگین داشتند. محمدرضا پهلوی دو بار به رومانی سفر کرده بود و نیکلای چائوشسکو نیز در سال ۱۳۴۸ (خورشیدی) از تهران دیدار کرد. او از مهمان‌های جشن‌های ۲۵۰۰ ساله شاهنشاهی ایران بود.

### پس از انقلاب
پس از انقلاب نیز چائوشسکو رابطه نزدیکی با حکومت جمهوری اسلامی ایران داشت. در اسفند ۱۳۶۷ سید علی خامنه‌ای در هنگام ریاست‌جمهوری خود در سفری به اروپای خاوری از رومانی و یوگسلاوی دیدار کرد.
با آغاز ریاست‌جمهوری اکبر هاشمی رفسنجانی گفتگو برای دعوت از چائوشسکو به ایران آغاز شد. محمود واعظی، معاون آن هنگام اروپا و آمریکای وزارت امور خارجه ایران به بخارست رفت تا به‌طور رسمی از رهبر رومانی برای دیدار از تهران دعوت کند. در آن هنگام، رومانی در پی خرید نفت خام با تخفیف ویژه از ایران بود تا بتواند آن را به قیمت بالاتر در بازارهای جهانی بفروشد. ایران نیز در پی گسترش همکاری موشکی با رومانی بود. به گزارش خبرگزاری آسوشیتد پرس حجم مبادلات تجاری ایران و رومانی در آن زمان ۱/۸ میلیارد دلار آمریکا در سال بود. پس از بازگشت چائوشسکو از ایران به رومانی، او تیرباران شد.